# Rock judaico
O Rock judaico é uma forma de música religiosa judaica contemporânea que é influenciada por várias formas de rock secular. Pioneiro por artistas folk contemporâneos como Rabi Shlomo Carlebach e a Diaspora Yeshiva Band, o gênero ganhou popularidade nas décadas de 1990 e 2000 com bandas como Soulfarm, Blue Fringe e Moshav Band, que atraíam adolescentes e estudantes universitários, enquanto artistas como Matisyahu desfrutavam do crossover mainstream com sucesso.

## História

### Origens na América e em Israel: 1960 a 1980

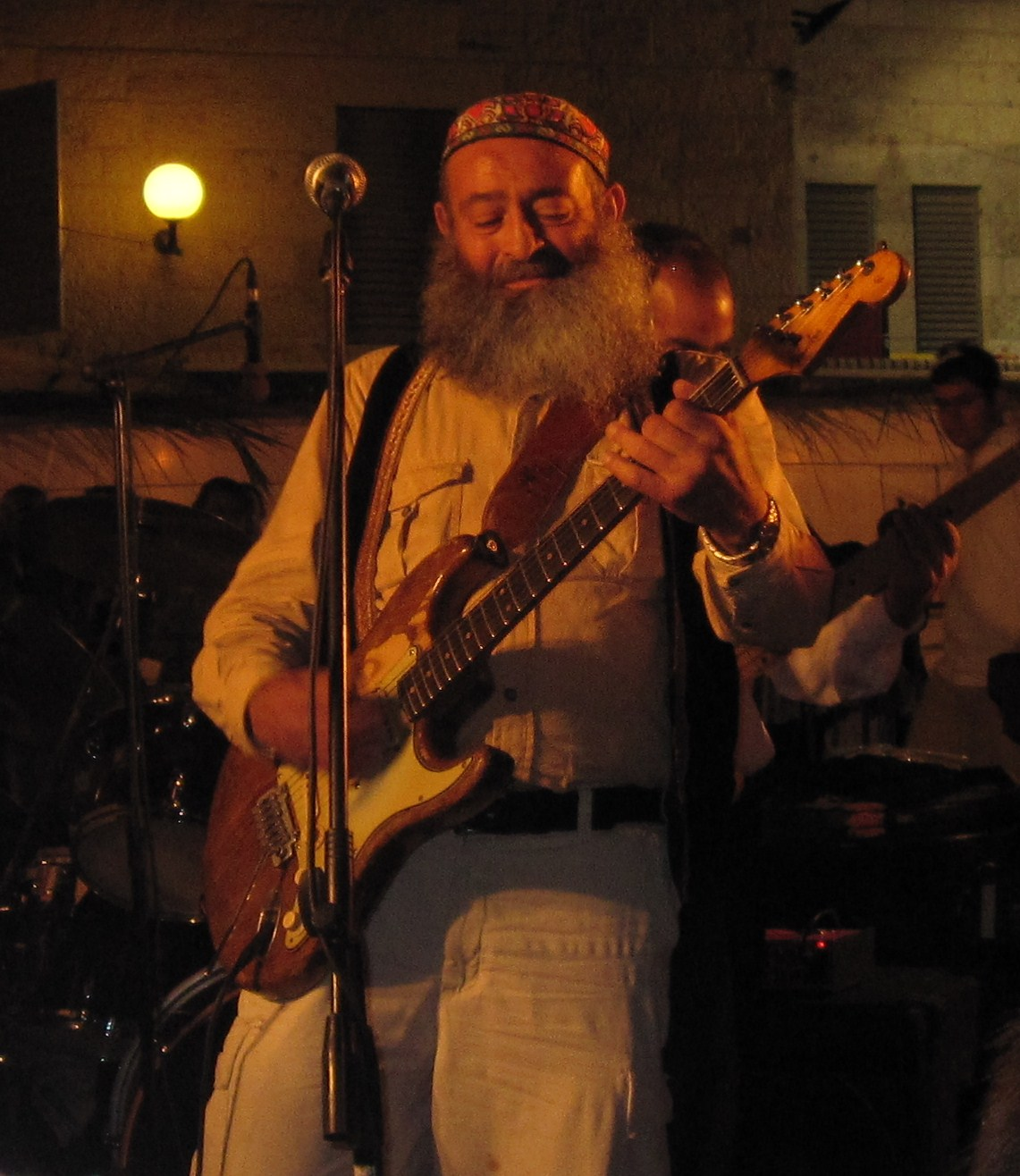
Yosi Piamenta

Já na década de 1960, compositores judeus consagrados como Gershon Kingsley e Ray Smolover começaram a usar estilos contemporâneos de rock e jazz em seus trabalhos. Simultaneamente, Shlomo Carlebach, um rabino e compositor hassídico nascido na Alemanha, começou sua carreira misturando canções tradicionais judaicas com a música folclórica e a subcultura hippie da época para fins de kiruv, o que influenciaria diretamente muitos artistas judeus ao longo de sua carreira.
Uma das primeiras bandas de rock de pleno direito na música ortodoxa foi a Diaspora Yeshiva Band, fundada em 1975 por estudantes americanos da Diáspora Yeshiva em Jerusalém, fundada por um colega de Carlebach. A formação inicial apresentava Avraham Rosenblum na guitarra, Ben Zion Solomon no violino e banjo, Simcha Abramson no saxofone e clarinete, Ruby Harris no violino, bandolim, guitarra e gaita, Adam Wexler no baixo e Gedalia Goldstein na bateria. Eles tocavam rock e bluegrass com letras de temática judaica, com o grupo autodescrevendo seu estilo como "rock hassídico"  e "Country and Eastern".
O grupo israelense Tofa'ah surgiu em 1981 como a primeira banda de rock judaica ortodoxa feminina, tocando uma mistura de blues, jazz e rock and roll. Na mesma época, o cantor e compositor Yosi Piamenta, um baal teshuva que já havia tocado com a lenda do jazz Stan Getz, invadiu a música judaica, onde foi pioneiro no uso da guitarra elétrica. Nos Estados Unidos, Shlock Rock, formado na Cidade de Nova Iorque em 1985, apresentava versões paródias judaicas de muitas canções americanas populares, incluindo rock.

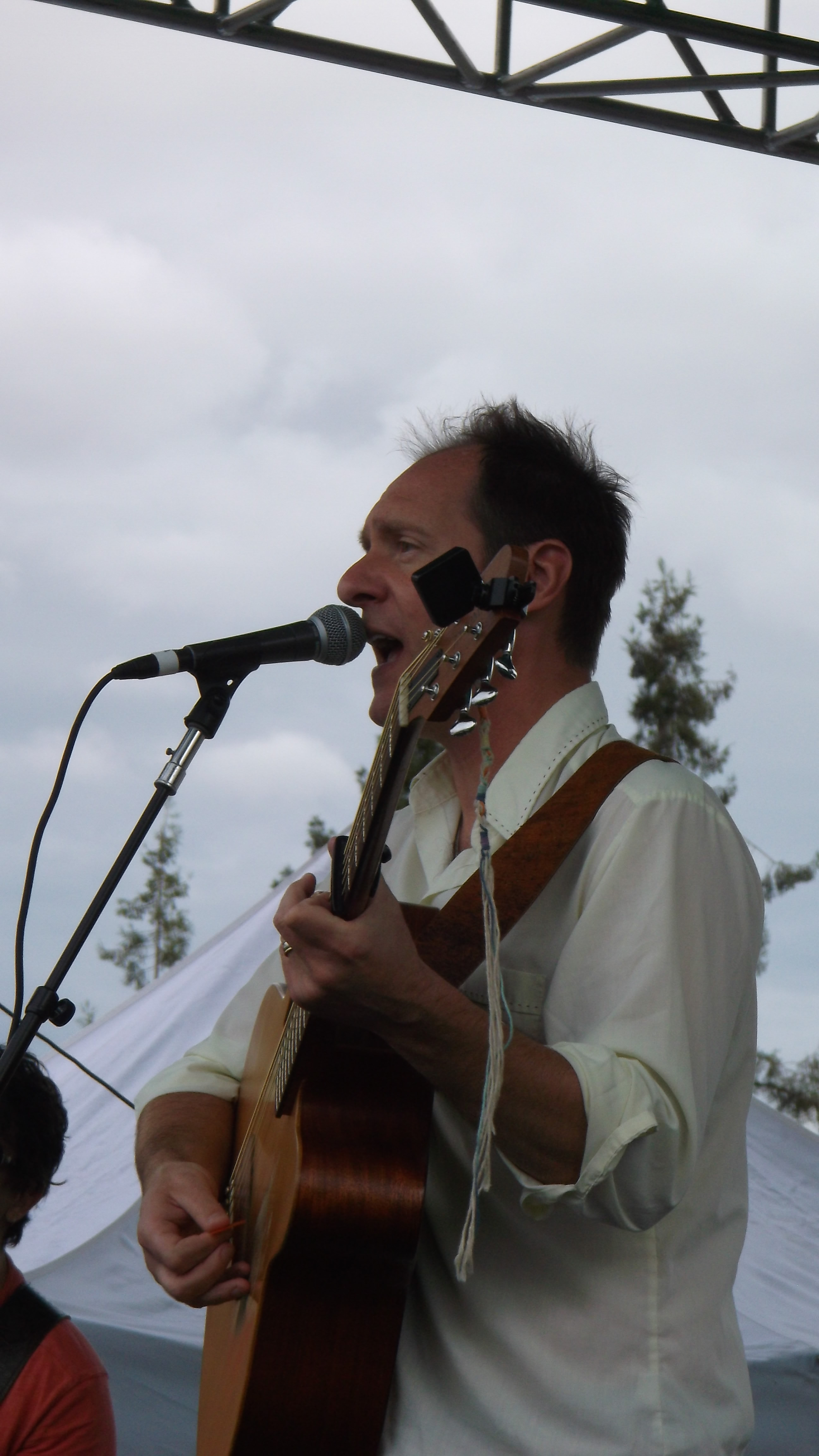
Dan Nichols

### Década de 1990
Uma nova onda de influentes bandas de rock judaicas surgiu em Israel na década de 1990, muitas delas diretamente influenciadas por Carlebach. Um precursor deles foi o Reva L'Sheva, formado em 1994 pelo vocalista principal Yehuda Katz e pelo baixista Adam Wexler, ex-Diaspora Yeshiva Band, e que combinou a música e a filosofia de Carlebach com os estilos de jam band do The Grateful Dead. Na mesma linha estavam os grupos Moshav e Soulfarm, ambos formados por filhos de Ben Zion Solomon do DYB, que cresceu com Carlebach na vila de Mevo Modi'im.
Enquanto isso, em Nova York, o compositor de jazz avant-garde John Zorn, uma figura de longa data da cena musical local do centro da cidade, começou a explorar sua herança judaica por meio da música, incorporando klezmer e a escala frígia dominante em seu estilo estabelecido. Isso resultou em vários projetos, incluindo os álbuns/songbooks de Masada e a própria Tzadik Records de Zorn, que promoveu vários artistas judeus experimentais por meio de sua série Radical Jewish Culture.
A década também viu a estreia de vários cantores e compositores judeus influenciados pelo rock, incluindo Craig Taubman, Sam Glaser, Dan Nichols, Rick Recht e RebbeSoul.

### Anos 2000

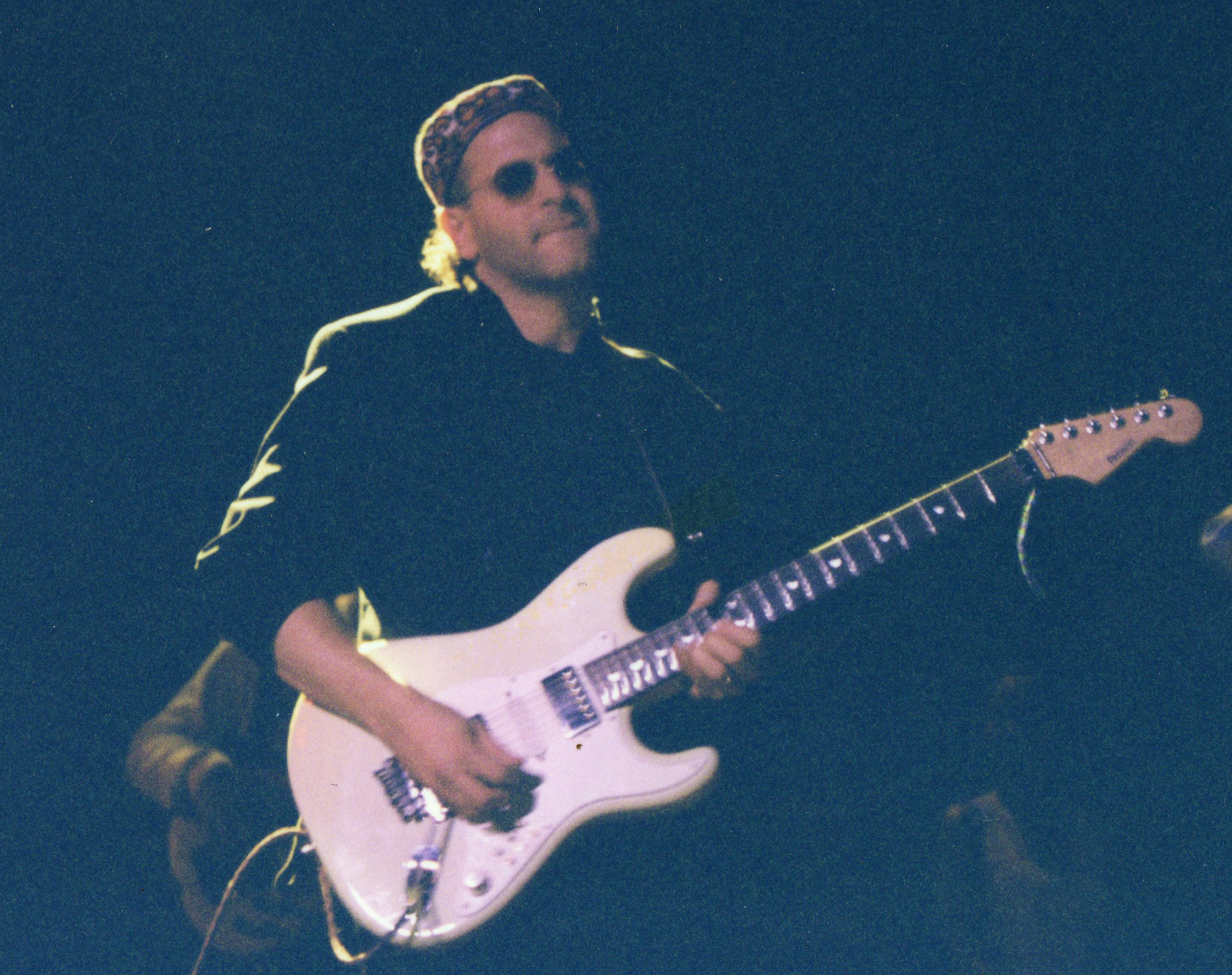
RebbeSoul

Uma banda de rock judaica significativa do início dos anos 2000 foi Blue Fringe. Formada em 2001 pelo estudante da Universidade Yeshiva Dov Rosenblatt, a banda introduziu na música judaica um som pop rock influenciado por Coldplay, Radiohead e The Beatles. Seu álbum de estreia, My Awakening, vendeu mais de 14.000 cópias, um feito raro no mercado judaico, e o Jewish Journal os creditou, junto com Soulfarm e Moshav Band, com o "avanço do rock judaico". Enquanto isso, o sucesso do crossover mainstream foi alcançado pelo artista de Reggae fusion hassídico Matisyahu, cujo single de estreia, "King Without a Crown", entrou no Hot 100, enquanto seu álbum, Youth, lançado em 2006 pela JDub Records, alcançou o número 4 na o Billboard 200, foi certificado ouro pela RIAA, e foi indicado ao Grammy de Melhor Álbum de Reggae.
O novo milênio também viu bandas de rock judaicas surgirem fora de Nova York e Israel, como a australiana Yidcore, a britânica Oi Va Voi, a canadense Black Ox Orkestar e a turca Sefarad. Sons alternativos mais pesados começaram a aparecer, com bandas grunge como Hamakor e Heedoosh e bandas punk judaicas como Yidcore, Golem, Moshiach Oi!, The Shondes, Schmekel, The Groggers, Steve Lieberman e Rav Shmuel.

### Anos 2010

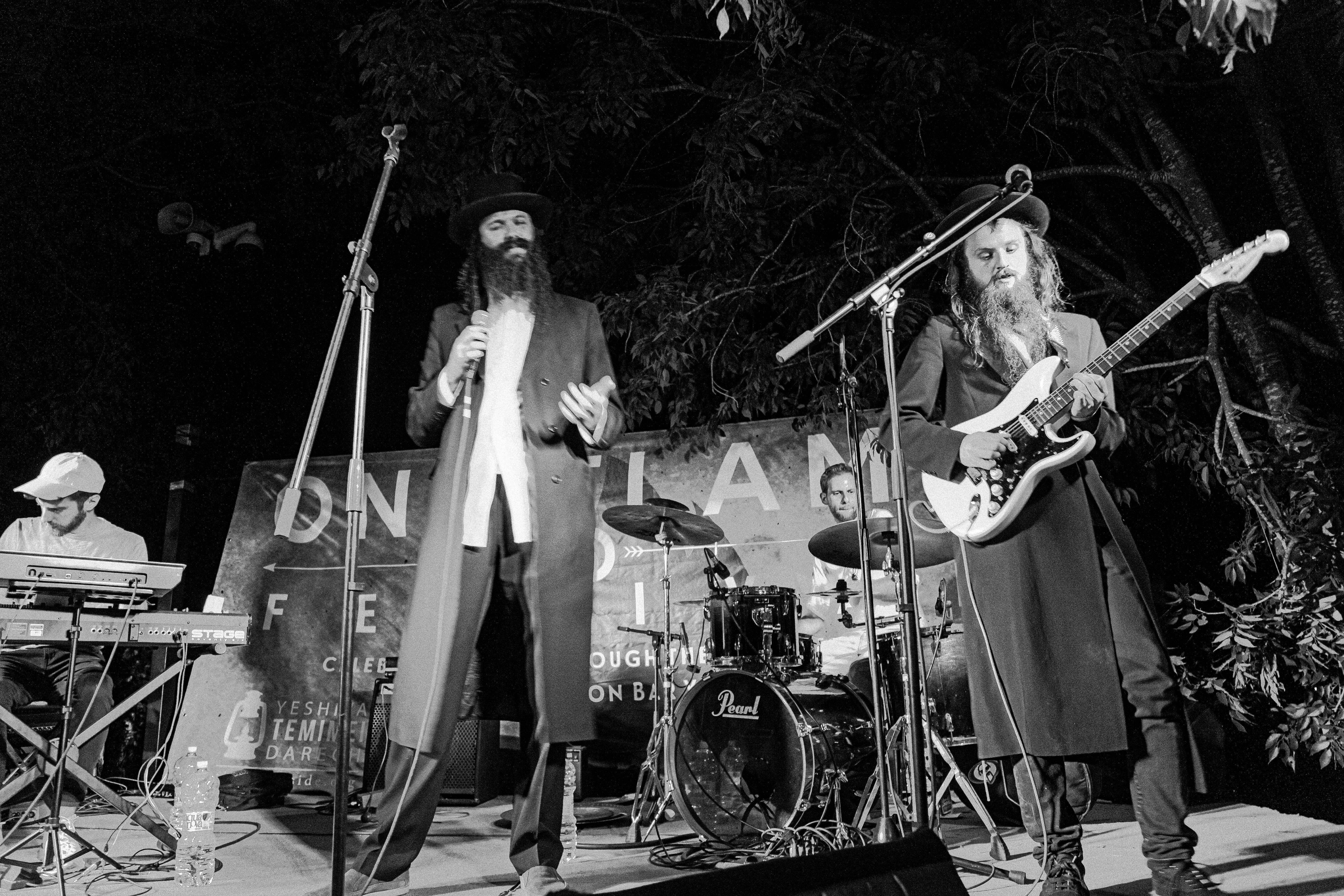
Zusha, uma banda de rock judaica de sucesso da década de 2010.

Em 2010, Rick Recht fundou a estação de rádio online Jewish Rock Radio, com o intuito de promover outros artistas de rock judeus.
Várias bandas de rock hassídica se tornaram conhecidas na nova década, incluindo Moshe Hecht Band, 8th Day, Bulletproof Stockings e Zusha, com o EP autointitulado do último grupo alcançando a 9ª posição na parada de álbuns mundiais da Billboard. Em outro lugar, Dov Rosenblatt do Blue Fringe e Duvid Swirsky do Moshav Band co-formaram a banda indie pop de Los Angeles Distant Cousins, cuja música apareceu em vários filmes, comerciais e programas de televisão.